# Muntrav
Muntrav je majhen nenaseljen otok v Jadranskem morju. Pripada Hrvaški.
V državnem programu za zaščito in uporabo majhnih, občasno naseljenih in nenaseljenih otokov ter okoliškega morja Ministrstva za regionalni razvoj in sklada Evropske unije je uvrščen med »manjše nadmorske formacije (kamnine različnih oblik in velikosti)«. Površina otoka je 916 m2. Pripada mestu Rovinj. Na vzhodu so rt, hrib Montauro (39 m), rt Kurent, Zlatni rt in Zlatna uvala.